# Magick Brother, Mystic Sister
Magick Brother, Mystic Sister  is het tweede album van de Brits / Franse spacerockband Gong. Eigenlijk is het het eerste echte album van de groep, Continental Circus bevat vroeger opgenomen muziek voor een film.

## Nummers
1. Mystick Sister / Magick Brother - 5:54 (Daevid Allen)
2. Rational Anthem - Change The World - 4:09 (Daevid Allen)
3. Glad To Sad To Say - Oh My - 3:45 (Daevid Allen)
4. Chainstore Chant / Pretty Miss Titty - 4:49 (Daevid Allen)
5. Hope You Feel OK - 4:32 (Daevid Allen)
6. Ego- 3:58 (Daevid Allen)
7. Gong Song - Why Do You Feel So Good - 4:10 (Daevid Allen)
8. Princess Dreaming - 2:57 (Daevid Allen)
9. 5 & 20 Schoolgirls - 4:30 (Daevid Allen)
10. Cos You Got Green Hair - 5:06 (Daevid Allen)

## Bezetting
- Daevid Allen : zang, gitaar
- Gilli Smyth : space whisper
- Didier Malherbe : saxofoon, dwarsfluit
- Rachid Houari : slagwerk

Met medewerking van:
- Burton Greene (piano)
- Tasmin Smyth (zang)
- Dieter Gewissler
- Earl Freeman
- Barre Phillips